# 米哈伊利夫卡 (敖德薩區)
46°40′32″N 30°16′5″E / 46.67556°N 30.26806°E
米哈伊利夫卡（烏克蘭語：Михайлівка）是位於烏克蘭西南部的村莊，由敖德萨州敖德萨区的維霍達市鎮負責管轄。該村始建於1967年，面積0.32平方公里，海拔高度97米，2001年人口175，人口密度每平方公里546.88人。